# 위아래
〈위아래〉는 대한민국의 걸 그룹 EXID의 세번째 싱글이다. 2014년 8월 27일 소니 뮤직을 통해 발매되었으며, 신사동 호랭이, 범이낭이, LE가 공동 작곡, 작사를 맡았다. 한 팬이 올린 〈위아래〉 공연 동영상이 SNS를 통하여 화제가 되면서 주목을 받기 시작했고, 방송에도 3개월 만에 다시 나오게 되었다.

## 배경
EXID는 소속사 문제로 인해 2012년 〈매일밤〉을 발매한 이후 1년 10개월 동안 공백기를 가졌다. 공백기가 길어져 해체설이 돌기도 했지만 2014년 6월 예당엔터테인먼트와 새로 계약을 맺고 신곡 준비를 했다.
원래 〈위아래〉는 〈We are at〉라는 제목으로 제시를 염두에 두고 만들어졌다. 녹음을 진행하고 있던 제시가 가이드를 맡은 EXID의 노래를 듣고는 "네 목소리에 더 잘 어울린다"고 말했다. 이 외에도 현아, 에일리 등 많은 가수들이 이 노래를 원했지만, EXID에게 가장 잘 어울릴 것 같다는 신사동호랭이의 판단하에 EXID의 노래가 되었다. 〈위아래〉라는 제목은 말장난을 치다가 나오게 되었다. 신사동호랭이가 LE에게 들려준 가사의 초안은 남성 청자가 더 좋아할 만한 내용이었는데, 이후 LE의 수정을 거쳐 여성의 입장에서도 덜 거북하게 들을 수 있으며 성적(性的)으로 순화된 가사가 되었다.

## 공연
EXID는 2014년 8월 29일 《뮤직뱅크》를 시작으로 30일 《음악중심》, 31일 《인기가요》에서 차례대로 컴백 무대를 가졌다.
EXID의 〈위아래〉는 발매 당시만 해도 불과 3 ~ 4일 만에 대부분의 차트에서 순위권 밖으로 밀려나면서 실망스러운 성적을 거두었다. 하지만 2014년 10월 9일에 유튜브 사용자가 〈위아래〉를 공연하는 EXID의 멤버인 하니의 직캠을 촬영하여 업로드한 동영상이 화제가 되면서 〈위아래〉가 차트에 다시 올라오게 된다. 본래 50위권 이하에서만 맴돌던 EXID의 〈위아래〉는 2014년 11월 28일에 발표된 엠넷 차트에서 1위, 멜론 차트에서 2위, 벅스 차트에서 5위를 차지하는 등 엄청난 성적을 거두었고, 2014년 12월 24일에 발표된 멜론 차트에서는 1위를 차지하게 된다.
그 인기에 힘입어 EXID는 2014년 12월 5일에 방송된 뮤직뱅크에서 다시 컴백을 했고, 2014년 12월 26일에는 뮤직뱅크에서 1위 후보에 처음 오르게 된다. 2015년 1월 8일 케이블채널 엠넷 음악 방송 엠카운트다운에서 데뷔 후 첫 1위를 차지하게 되었고, 1월 9일 KBS 뮤직뱅크에서 K-Chart 1위를 수상하여 지상파 첫 1위라는 명예를 얻게 된다. 2017년 1월 10일에는 〈위아래〉의 중국어 버전이 공개되었다.

## 차트

### 주간 차트
| 차트 (2014)                   | 최고 순위 |
| ----------------------------- | --------- |
| 대한민국 (가온 BGM 차트)      | 1         |
| 대한민국 (가온 디지털 차트)   | 1         |
| 대한민국 (가온 다운로드 차트) | 1         |
| 대한민국 (가온 스트리밍 차트) | 1         |

### 연간 차트
| 차트 (2014)                 | 최고 순위 |
| --------------------------- | --------- |
| 대한민국 (가온 디지털 차트) | 77        |

## 일본어 버전
〈UP&DOWN〉은 EXID의 일본 데뷔 싱글이다. 〈위아래〉의 일본어 버전으로서 2018년 8월 22일에 공개되었다. 건강상의 이유로 활동을 쉬고 있던 솔지의 복귀작이기도 하다.

### 수록 내용
CD
| #  | 제목                           | 재생 시간 |
| -- | ------------------------------ | --------- |
| 1. | 〈UP&DOWN [JAPANESE VERSION]〉 |           |
| 2. | 〈CREAM [JAPANESE VERSION]〉   |           |

| #         | 제목                       | 재생 시간 |
| --------- | -------------------------- | --------- |
| Type-A 3. | 〈UP&DOWN [DJ moe Remix]〉 |           |
| Type-B 3. | 〈VAPORIZE YOURSELF!〉     |           |

| #  | 제목                       | 재생 시간 |
| -- | -------------------------- | --------- |
| 3. | 〈UP&DOWN〉 (Instrumental) |           |
| 4. | 〈CREAM〉 (Instrumental)   |           |

DVD
| #         | 제목                                         | 재생 시간 |
| --------- | -------------------------------------------- | --------- |
| 1.        | 〈UP&DOWN [JAPANESE VERSION] (Music Video)〉 |           |
| Type-A 2. | 〈Jacket Making〉                            |           |
| Type-B 2. | 〈Music Video Making〉                       |           |